# 吉田貴司
吉田 貴司（よしだ たかし、1980年1月12日 - ）は日本の漫画家。作品に『やれたかも委員会』などがある。大阪府出身。

## 来歴
1998年（平成10年）、大阪府立刀根山高等学校（全日制普通科）卒業。
佐藤漫画製作所（佐藤秀峰）の作画スタッフ出身で、2006年、『スピリッツ増刊カジュアル』にて『弾けないギターを弾くんだぜ』でデビューした。
2009年、『モーニング・ツー』にて『フィンランド・サガ（性）』を連載開始。2015年、『ビッグコミックスピリッツ』にて『シェアバディ』の連載を開始した（原作担当）。2016年、noteにて『やれたかも委員会』を掲載開始。2021年、『ゲッサン』にて『中高一貫!!笹塚高校コスメ部!!』を連載開始。

## 人物
既婚者であり2児の父。趣味は掃除（そうじ）。不定期にニコ生で配信を行っている。
シェアバディ連載時に原作のみの担当とされ、次第にネームをもとに編集と作画担当者がネーム構成を変更して発表するという不本意な扱いに人間不信となり、「タイトルは自分で決める」「打ち合わせはしない」「自分で作画する」「電子書籍は自分で管理する」という4つの「譲らないもの」を自分に設定。「やれたかも委員会」以降は出版社を通さず自己発信、自己管理するスタイルで執筆している。
後ろ盾がないため大変ではあるが、読者のために作品をめちゃくちゃにされたくないという思いから消去法で決意。「やれたかも委員会」も元はビッグコミックスペリオール奨励賞受賞作であるが、連載化を望むも、読み切りネタだと断られた過去も前提になっている。

## 作品リスト

### 漫画作品

#### 連載
- フィンランド・サガ（性）（『モーニング・ツー』19号 - 45号）
- シェアバディ（作画：高良百、『ビッグコミックスピリッツ』2015年44号[4] - ） - 原作担当。
- 中高一貫!!笹塚高校コスメ部!!（『ゲッサン』2021年7月号 - 2024年10月号）

#### 読み切り
- お父さんのアロマキャンドル（『ゲッサン』2019年7月号[7]）
- スーパーボール～熱狂が終わるとき、幸せの鐘が鳴り響く～（『ゲッサン』2019年11月号[8]）
- 顔だけ候補イケザワ（原作：加藤航平、『少年ジャンプ+』2023年1月19日[9]） - 作画担当[9]。

### 書籍
- 『フィンランド・サガ（性）』、講談社〈モーニングKC〉2010年 - 2011年、全3巻
  1. 2010年1月22日発売[10]、ISBN 978-4-06-372874-3
  2. 2010年11月22日発売[11]、ISBN 978-4-06-372957-3
  3. 2011年6月23日発売[12]、ISBN 978-4-06-387018-3
- 『シェアバディ』、作画：高良百、小学館〈ビッグコミックス〉2016年、全3巻
- 『やれたかも委員会』、双葉社、2017年 - 、既刊5巻（2022年1月20日現在）、ネット発作品の単行本化
- 『中高一貫!!笹塚高校コスメ部!!』、小学館〈ゲッサン少年サンデーコミックススペシャル〉2022年 - 2024年、全7巻
  1. 2022年1月12日発売[13][14]、ISBN 978-4-09-850879-2
  2. 2022年7月12日発売[15]、ISBN 978-4-09-851190-7
  3. 2023年1月12日発売[16]、ISBN 978-4-09-851521-9
  4. 2023年7月12日発売[17]、ISBN 978-4-09-852562-1
  5. 2024年2月9日発売[18]、ISBN 978-4-09-853141-7
  6. 2024年8月8日発売[19]、ISBN 978-4-09-853539-2
  7. 2024年11月12日発売[20]、ISBN 978-4-09-853689-4

### その他
- 女の袋とじ（中村千尋の3rdミニアルバム、2017年）CDジャケット[21]